# 手形売却損
手形売却損（てがたばいきゃくそん）とは、簿記で、手形の割引きをした際に差し引かれる利息に相当する割引料をいう。勘定科目の5要素では費用に属する。旧、手形割引料。
価格が目減りするが、現金が直ぐに必要なときには割引きは有効である。最近では、手形割引に類似したでんさい割引が登場している。